# Ellipes helleri
Ellipes helleri är en insektsart som beskrevs av Günther, K.K. 1977. Ellipes helleri ingår i släktet Ellipes och familjen Tridactylidae. Inga underarter finns listade i Catalogue of Life.